# Benno von Arent (Generalleutnant)
Benno Richard Arent, seit 1891 von Arent (* 1. Februar 1823 in Guhrau; † 2. August 1899 in Görlitz) war ein preußischer Generalleutnant.

## Leben

### Herkunft
Benno war der Sohn des preußischen Rittmeisters Friedrich Arent (1788–1827) und dessen Ehefrau Jeanette, geborene Hellpape (1799–1874).

### Militärkarriere
Er bekam seine Schulbildung in der Privatschule des Direktors Knauth in Königsberg sowie als Pensionist am Berliner Kadettenhaus. Anschließend wurde er am 9. August 1840 als Sekondeleutnant dem 2. Husaren-Regiment (Gen. 2. Leib-Husaren-Regiment). Im Jahr 1848 nahm er an der Bekämpfung eines Aufstandes in Posen teil. Vom 1. November 1849 bis zum 6. November 1850 sowie vom 1. April bis zum 30. September 1851 war er zur Militär-Reitschule nach Schwedt/Oder abkommandiert. Am 22. Juni 1852 zum Premierleutnant befördert, kam er am 15. Oktober 1853 an die Tierarzneischule. Anschließend wurde er vom 8. Mai bis 16. Oktober 1854 als Hilfsoffizier zur Remonte-Ankaufkommssion für die mittleren Provinzen kommandiert. Nach seiner Rückkehr kam er wieder an die Tierarzneischule.
Vom 15. Mai 1855 bis zum 15. November 1857 war Arent mit kurzen Unterbrechungen immer wieder als Hilfsoffizier zur Remonte-Ankaufkommssion kommandiert. Am 18. August 1857 zum Rittmeister befördert, kam er am 15. November 1857 als Eskadronführer in das 2. Landwehr-Husaren-Regiment. Vom 27. Mai 1858 bis zum 15. November 1858 war er als erster Hilfsoffizier bei der Remonte-Ankaufkommssion in Preußen. Für die Dauer der Mobilmachung anlässlich des Sardinischen Krieges war Arent Führer der Ersatz-Eskadron des 2. Leib-Husaren-Regiments und wurde am 30. Juni 1859 zur Eskadronchef in seinem Stammregiment ernannt. Vom 11. Dezember 1863 bis zum 15. Juni 1864 war das Regiment zur Grenzbesetzung nach Tremessen und Gnesen kommandiert. Er wurde am 7. Juni 1866 Major und erhielt am 13. Juni 1866 das Dienstkreuz.
Während des Deutschen Krieges von 1866 kämpfte er bei Rudelsdorf, Tobitschau, Rokitnitz und Königgrätz. Nach dem Krieg erfolgte am 30. Oktober 1866 seine Versetzung als etatsmäßiger Stabsoffizier in das 1. Westfälische Husaren-Regiment Nr. 8. Unter Stellung à la suite wurde er am 11. Dezember 1869 mit der Führung des Regiments beauftragt. Am 10. März 1870 erhielt er die Bestätigung als Regimentskommandeur sowie am 26. Juli 1870 die Beförderung zum Oberstleutnant. Während des folgenden Krieges gegen Frankreich kämpfte er bei der Belagerung von Metz, den Schlachten bei Colombey und Gravelotte sowie den Gefechten bei Saarbrücken, Ars-Laquenery, Peltre, Merry-le-Haut, Auxerre, Toucy, Champlitte, Marnay, Byans und Pantarlier. Dafür erhielt er am 12. September 1870 das Eiserne Kreuz II. Klasse und am 19. Januar 1871 das Kreuz I. Klasse sowie am 18. Januar 1872 die Beförderung zum Oberst.
Nach dem Krieg wurde er am 16. November 1874 unter Stellung à la suite seines Regiments mit der Führung des 1. Kavallerie-Brigade beauftragt und am 2. Januar 1876 als Kommandeur bestätigt. Am 2. Januar 1877 stieg er zum Generalmajor auf und erhielt am 9. September 1879 den Kronen-Orden II. Klasse mit Stern. Am 7. Dezember 1882 wurde er mit dem Charakter als Generalleutnant zur Disposition gestellt. In Anerkennung seiner Verdienste wurde Arent am 25. Juli 1891 an Bord der Hohenzollern in Tromsø in den erblichen preußischen Adelsstand erhoben und nach seiner Verabschiedung am 22. März 1897 mit dem Stern zum Roten Adlerorden II. Klasse mit Eichenlaub ausgezeichnet. Er starb am 2. August 1899 in Görlitz.

### Familie
Arent hatte sich am 12. Dezember 1855 in Schwedt mit Klothilde von Knobelsdorff (1829–1908) aus dem Hause Topper verheiratet. Sie war die Tochter des Ritterschaftsrates Ernst von Knobelsdorff.
Aus der Ehe gingen folgende Kinder hervor:
- Ernst (* 1856), preußischer Oberstleutnant ⚭ 1886 Ottilie Wißmann (* 1862)
- Viktor (1860–1941), preußischer Generalmajor ⚭ 1896 Magarethe Reimer (* 1872)
- Klothilde (1864–1931)
- Hedwig (* 1865)
- Benno (1868–1904), preußischer Oberstleutnant ⚭ 1897 Therese Wolff (* 1877), Eltern des Architekten Benno von Arent